# Élections législatives fidjiennes de septembre 1871
Des élections législatives se tiennent en septembre 1871 aux Fidji pour élire la nouvelle Assemblée législative.

## Contexte
Le grand chef autochtone Ratu Seru Epenisa Cakobau s'est déclaré premier Tui Viti (roi des Fidji) alors que ces îles attirent un nombre croissant de colons occidentaux. Début juin 1871, le roi met en place un gouvernement national et confie le poste de Premier ministre, créé pour l'occasion, à Sydney Burt. Dans le même temps, il convoque l'élection d'un « Conseil de délégués » pour ratifier le projet de Constitution du gouvernement. Ce Conseil, composé à égale mesure de chefs autochtones et de délégués élus par les colons, adopte la Constitution créant une monarchie constitutionnelle dotée d'une Assemblée législative. Bien que la Constitution ait accordé le droit de vote à tous les hommes payant des impôts, la loi électorale qui s'ensuit exclut les autochtones de ce droit, et l'Assemblée est donc élue par les colons.

## Résultats
Les résultats sont les suivants, :
| Ville ou région   | Élu(s)                                    |
| ----------------- | ----------------------------------------- |
| Ba                | DeCourcey Ireland                         |
| Bua               | Frank Otway                               |
| Dreketi           | J. Glenny                                 |
| Lau               | W. Hennings, R.S. Swanson et Rupert Ryder |
| Kadavu            | T.W. White                                |
| Levuka            | Sydney Burt, F.W. Hennings et Dr Ryley    |
| Lomaitivi         | John Temple Sagar                         |
| Macuata           | James Stewart Butters                     |
| Nadroga           | T. King                                   |
| Nadi              | Otty Cudlip                               |
| Natewa            | A. Tempest                                |
| Navua             | C.H. Clarkson                             |
| Ovalau            | W. Scott                                  |
| Rewa basse        | H. Eastgate et W. Reece                   |
| Rewa haute        | E. Wecker                                 |
| Savusavu          | capitaine A. Barrack                      |
| Suva              | W.H. Surplice                             |
| Tailevu           | H. Bentley                                |
| Tavua et Rakiraki | George Austin Woods                       |
| Taveuni           | J. McConnell, John Thurston               |
| Yasawas           | J.S. Smith                                |

## Suites
L'Assemblée législative se réunit la première fois le 3 septembre, et est formellement ouverte par le roi Cakobau. Sydney Burt demeure Premier ministre, à la tête d'un gouvernement comprenant à la fois des colons et des chefs autochtones. Sept députés se constituent en un parti d'opposition parlementaire, qu'ils appellent Parti constitutionnel des Fidji. Robert Wilson Hamilton est élu à la présidence de ce parti bien qu'il ne soit pas député.
Le gouvernement fait face à une importante opposition de la part de colons qui le jugent illégitime et refusent de payer leurs impôts. Le Premier ministre Burt démissionne en mars 1972 et le nouveau Premier ministre, George Austin Woods, introduit en 1973 une réforme constitutionnelle pour donner le droit de vote aux Fidjiens autochtones en vue des prochaines élections, ainsi que pour permettre au roi de nommer une proportion conséquente des députés, sur recommandation de son gouvernement. Les autochtones éliraient huit représentants à l'Assemblée, les colons huit également, les ministres siègeraient à l'Assemblée ex officio et le roi y nommerait huit représentants autochtones supplémentaires. Cette proposition suscite de fortes oppositions. En mai 1873, lorsqu'il apparaît que le gouvernement n'a plus la confiance d'une majorité des membres de l'Assemblée législative, George Woods présente sa démission et celle de son gouvernement à Cakobau. Le roi choisit toutefois de dissoudre l'Assemblée et de conserver ses ministres en fonction,. Le roi et son gouvernement renoncent in fine à l'indépendance de leur pays pour se prémunir contre l'hostilité de nombreux colons, demandant et obtenant en 1874 l'annexion des Fidji à l'Empire britannique. Il n'y a pas de nouvelles élections avant 1905.